# لورا هاكيت بارك
لورا هاكيت بارك (بالإنجليزية: Laura Hackett Park)‏ هي موسيقية أمريكية، ولدت في 2 أبريل 1985 في برونزويك في الولايات المتحدة.

## وصلات خارجية
- لورا هاكيت بارك على موقع ميوزك برينز (الإنجليزية)
- لورا هاكيت بارك على موقع ديسكوغز (الإنجليزية)